# A limó (Így jártam anyátokkal)
A limó az Így jártam anyátokkal című televízió-sorozat első évadának tizenegyedik epizódja. Eredetileg 2005. december 19-én vetítették, míg Magyarországon 2008. október 15-én.
Ebben az epizódban Ted egy fantasztikus limuzinos szilveszter estét rendez a többieknek, mindent alaposan megtervezve. Sajnos a dolgok nem úgy alakulnak, ahogy eltervezte.

## Cselekmény
Ted kibérel egy limuzint 2005 szilveszterére azért, hogy az általában ellaposodó újévi bulikat feldobja. Robin a barátjával, Derekkel akarja tölteni az estét, a többiek viszont öt buliba akarnak eljutni három óra alatt, hogy a legjobbat kiválasztva ott legyenek, amikor eljön az éjfél. Sofőrjük Ranjit, a bulinak pedig Barney speciális bulimixe ágyaz meg. Az első helyen Ted felveszi Marybeth-t, egy munkatársát, akivel flörtölt, Barney pedig egy Natalja nevű orosz nőt.
Kiábrándulva a második bulihelyből, a harmadikba indulnak, Natalját hátrahagyva. Helyette felveszik Robint, akit Derek faképnél hagyott, de sajnos a rossz hangulata rányomja a bélyegét az estére. Ted, hogy jobb kedvre derítse, azt mondja neki, hogy ő csókolja majd meg éjfélkor. Azt javasolja, menjenek tovább, Lilynek eközben haza kell ugrania cipőt cserélni.
A hármas buli helyszíne előtt Marshall meglátja Mobyt. Beinvitálja a taxiba, és együtt mennek tovább. Aggódva amiatt, hogy Lily nem fogja megtalálni őket, kiszáll a limuzinból, hogy megkeresse. Amikor a többiek megérkeznek a buliba, kiderül, hogy az alak nem Moby, ráadásul pisztolya van. Marshall telefonja, amit a limuzinban felejtett, csörögni kezd: Lily keresi őt, s megtudja, hogy a férje a harmadik buliban van. El is indul, de tévedésből a negyedik buliban köt ki. Felveszik, majd mindannyian visszaindulnak a harmadik buliba Marshall-ért. Barney felfedezi, hogy az ál-Moby lenyúlta a bulimixét, és a limuzin is defektet kap. Ha ez nem lenne elég, Marybeth felfedezi, hogy Ted bele van zúgva Robinba, ezért lelép.
Már csak 15 perc van éjfélig, ezért Ted azt javasolja, hogy induljanak el gyalog. Ekkor érkezik Marshall, aki elmondja, hogy a hármas után a négyes és az ötös buliban is volt őket keresve, és az ötös fantasztikus, oda kellene menniük. A limuzin megjavul, és 8 perccel éjfél előtt el is tudnak indulni – csakhogy dugóba kerülnek. Mivel esélytelen, hogy odaérjenek időben, Ted pezsgőt bont, és közli, hogy nem kell abban a buliban lenniük, mert a legjobb buli itt van. Ebben a pillanatban azonban megjelenik Derek, aki hagyta a fenébe a munkáját, csak hogy Robinnal lehessen. Mivel Natalja is visszatért a bandához, Ted kivételével mindenki a párjával van. Éjfélkor Ted eloldalog, de Robin utánamegy, és megcsókolja, mert Ted ezt ígérte neki.

## Kontinuitás
- Robin megkérdezi, honnan ismerik Ranjit-et, amire Ted elüti a választ, ugyanis "A kezdetek" című részben elég kínos körülmények közt történt az ismeretség.
- Lily megrémül, amikor Ted pezsgőt bont, hiszen Marshall szemen találta a dugóval "A kezdetek" című részben.
- Marshall csengőhangja az a dallam, amit "A szabadság édes íze" című részben dúdol.
- Az "Oké Király" című részben Ted már kifejtette, hogy a szilveszter egy olyan alkalom, amit az emberek nagyon jónak terveznek, de mindig pocsékul sül el.

## Jövőbeli visszautalások
- Jövőbeli Ted mindig felhorkan, amikor Derek nevét emlegeti.
- Az "Életem legjobb bálja" című részben ugyanez Marshall csengőhangja.
- Barney bulimixének első száma a "You Give Love A Bad Name" a Bon Jovi-tól. Barney több részben is tanúbizonyságát teszi, hogy szereti az együttest: a "Téves riasztás" és "A ló túloldalán" című részekben.
- Ted előrevetíti, hogy a 2006-os éve fantasztikus lesz, ami beigazolódik, hiszen végül összejön Robinnal.
- Amikor Ted és Robin csókolóznak újévkor, a háttérben a "La Vie En Rose" szól – a dal, amit az Anya is játszott az ukuleléjén.

## Érdekességek
- A limuzinsofőr Ranjit, viszont amikor Ted megérkezik a limóval, nem Ranjit vezeti.
- Ranjit anélkül viszi el a bandát "Moby" bulijába, hogy tudná, merre is kell menni.
- "Moby" elviszi magával a bulimix tokját is, Barney mégis megtalálja azt a földön.
- Rejtély, hogy Derek mégis hogyan jött rá, hol van Robin éjfélkor.
- Ez az egyik olyan epizód, amelyiknek egyetlen jelenete sem játszódik a bárban.

### Barney bulimix CD-je
- Bon Jovi – You Give Love A Bad Name
- Twisted Sister – I Wanna Rock
- Kiss – Lick It Up
- Guns N' Roses – Paradise City
- Billy Idol – Dancing with Myself
- The Scorpions – Rock You Like a Hurricane
- Van Halen – Panama
- Poison – Talk Dirty to Me
- AC/DC – Thunderstruck
- Mötley Crüe – Dr. Feelgood
- Ratt – Round and Round

## Vendégszereplők
- James Tupper – Derek
- Marshall Manesh – Ranjit
- J.P. Manoux – Nem Moby
- Kathleen Rose Perkins – Marybeth
- Natalie Denise Sperl – Natalja

## Zene
- Bon Jovi – You Give Love A Bad Name
- Pavement – Major Leagues

## Fordítás
- Ez a szócikk részben vagy egészben  a   The Limo (How I Met Your Mother) című angol Wikipédia-szócikk ezen változatának fordításán alapul.  Az eredeti cikk szerkesztőit annak laptörténete sorolja fel. Ez a jelzés csupán a megfogalmazás eredetét és a szerzői jogokat jelzi, nem szolgál a cikkben szereplő információk forrásmegjelöléseként.